# Sniz y Fondue
Sniz y Fondue (en inglés: Sniz & Fondue) es un sketch de animación que apareció durante las primeras tres temporadas del programa KaBlam! de Nickelodeon.

## Trama
La serie trata sobre el día a día de dos hurones compañeros de hogar, Sniz y Fondue. Sniz es hiperactivo e impulsivo además de juguetón, los rasgos dan lugar a problemas para él y su compañero de cuarto Fondue. Sniz luce un corte de cabello Mohawk verde lima. Fondue en general es nervioso como consecuencia del actitud de Sniz, lo que da lugar a su característica de atención. Fondue usa un sombrero de cocinero azul. Ellos viven con otros dos compañeros de cuarto, Snuppa y Bianca.
- Datos: Q9078351